# Nas (Bellver de Cerdaña)
Nas es un pueblo perteneciente al municipio de Bellver de Cerdaña, en la comarca de Cerdaña, en la veguería del Alto Pirineo.
Está situado en la entrada del Parque natural del Cadí-Moixeró. Depende de la Iglesia de Santa Eugènia de Nerellà, situada en el pueblo de Santa Eugènia.

## Historia e Iglesia de Sant Nazarí
Su nombre es de origen prerromano. Su iglesia, dedicada a Sant Nazarí, no llegó a terminarse nunca.
Antiguamente, había gente que se dedicaba a la agricultura y la ganadería, ya que su territorio está compuesto básicamente de campos para el pastoreo y la agricultura.

## Demografía
El año 2018, Nas, tenía 6 habitantes.